# Intel 8088
Intel 8088是Intel以8086為基礎設計的微處理器，擁有16位元暫存器和8位元外部資料匯流排。這是原本IBM PC上所使用的處理器。
8088使用8位元的設計，所針對的是較為經濟之系統。在它推出時候，大的資料匯流排寬度電路板還是相當地昂貴。8088的預取(prefetch)貯列(queue)是4位元組，相對於8086的是6位元組。8088的後代包括到現在還在使用的Intel 80188、80288（不再製造或使用）、和80388微控制器（microcontroller）。
到目前為止使用8088之最重要的微電腦是IBM PC。原本的PC處理器是以4.77 MHz的時脈頻率執行。
顯然地IBM自家工程師想要使用Motorola 68000，並且它後來被用在已經遺忘的IBM儀器9000實驗室電腦中，但是IBM已經擁有製造8086家族的授權，以作為給Intel氣泡式記憶體設計的授權之交換。使用8位元8088版本的一個因素是，它可以使用現有Intel 8085形態的元件，允許以修改8085設計的方式為基礎製造電腦。68000的元件在當時並非廣泛可以得到，雖然可以使用Motorola 6800元件來達成一種程度。Intel的泡沫式記憶體在當時市場上推出有一段時間，但是由於從日本公司來的低廉價格所產生的激烈競爭，Intel離開了記憶體市場並且專注在處理器上。
相容可以取代的晶片NEC V20是由NEC所製造，改進了約20%的功率改善。